# الکساندر خاتونسف
الکساندر خاتونسف (انگلیسی: Alexander Khatuntsev؛ زادهٔ ۱۱ فوریهٔ ۱۹۸۵) دوچرخه‌سوار اهل روسیه است.